# Prêmio Contigo! de TV de melhor atriz de série ou minissérie
O Prêmio Contigo! de TV de melhor atriz de série ou minissérie é um prêmio oferecido anualmente desde 2011 pela Revista Contigo!, porém, a premiação acontece desde 1995. O prêmio é destinado a melhor interpretação feminina em uma série ou minissérie de televisão.

## Recordes
- Atriz com mais prêmios: Marjorie Estiano (3).
- Atriz com mais indicações: Marjorie Estiano (5), Fernanda Torres (3) e Andréa Beltrão, Cleo, Débora Falabella, Débora Bloch, Fernanda Montenegro, Isis Valverde, Letícia Colin, Marieta Severo, Paolla Oliveira, Taís Araújo e Tainá Müller (2).
- Atriz com mais indicações (sem nunca ter vencido): Cleo, Débora Falabella, Débora Bloch, Isis Valverde, Letícia Colin, Marieta Severo e Taís Araújo (2).
- Atriz mais jovem a ganhar: Manu Gavassi com 30 anos por Maldivas (2022).
- Atriz mais jovem a ser indicada: Julia Dalavia com 19 anos por Os Dias Eram Assim (2017).
- Atriz mais velha a ganhar: Fernanda Montenegro com 85 anos por Doce de Mãe (2014).
- Atriz mais velha a ser indicada: Fernanda Montenegro  com 91 anos por Amor e Sorte (2020).
- Atriz que ganhou o prêmio mais de uma vez por interpretar o mesmo personagem: Marjorie Estiano ganhou 3 vezes por Sob Pressão (2017, 2019 e 2021).
- Atriz indicada duas vezes no mesmo ano por trabalhos diferentes: Isis Valverde por Amores Roubados e O Canto da Sereia (2014).

## Vencedoras e indicadas

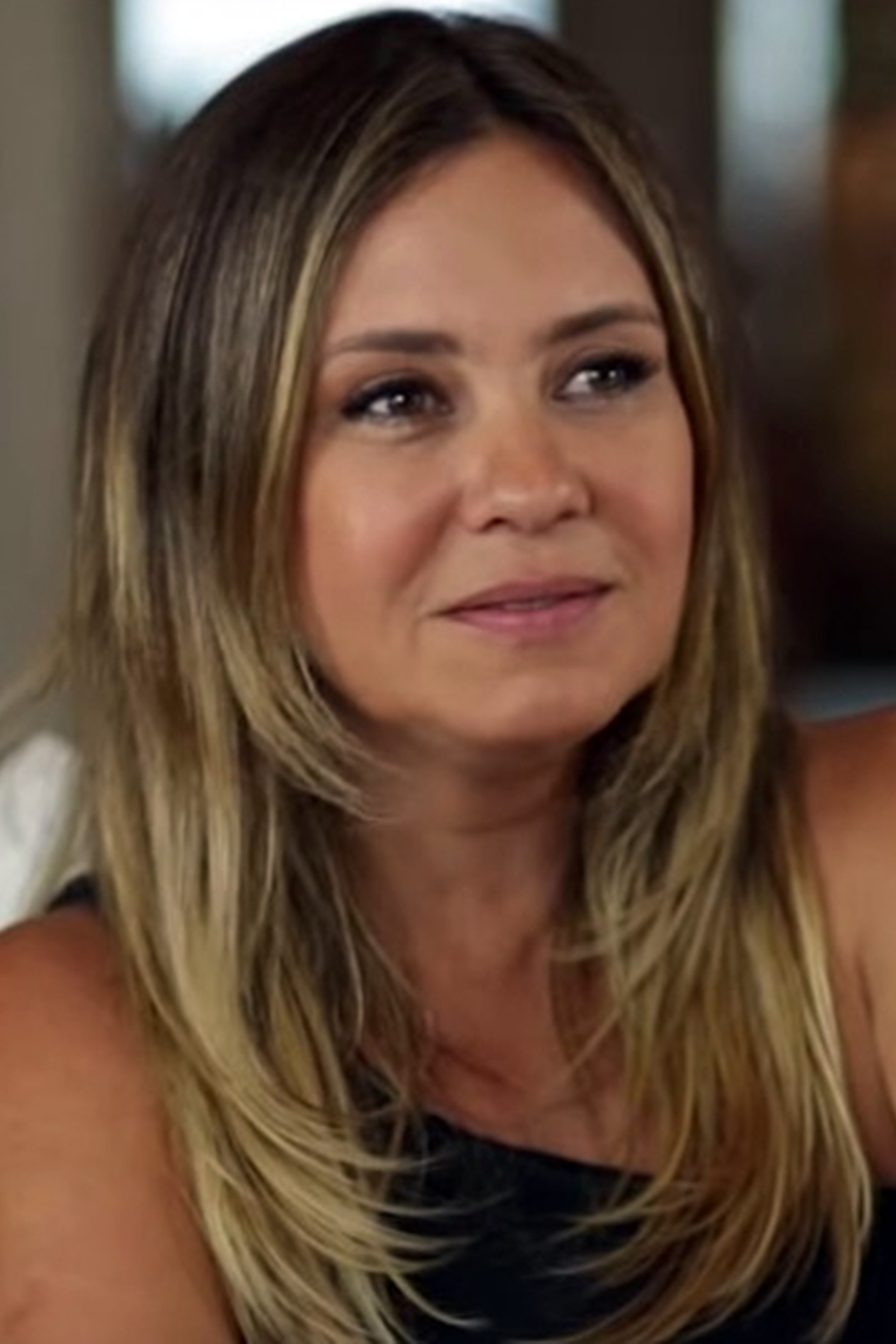
Adriana Esteves ganhou por Dalva e Herivelto (2011).

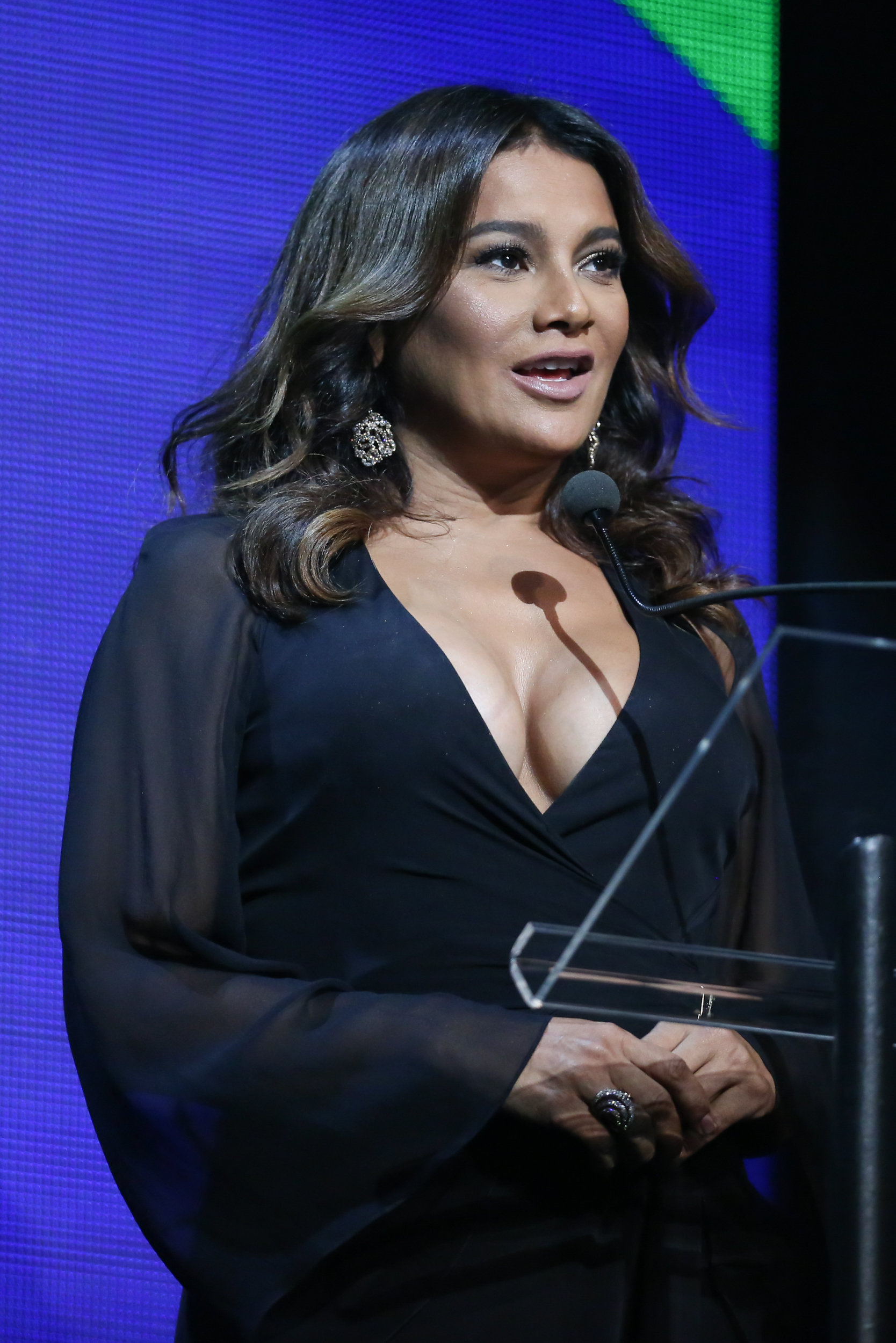
Dira Paes ganhou por Amores Roubados (2014).

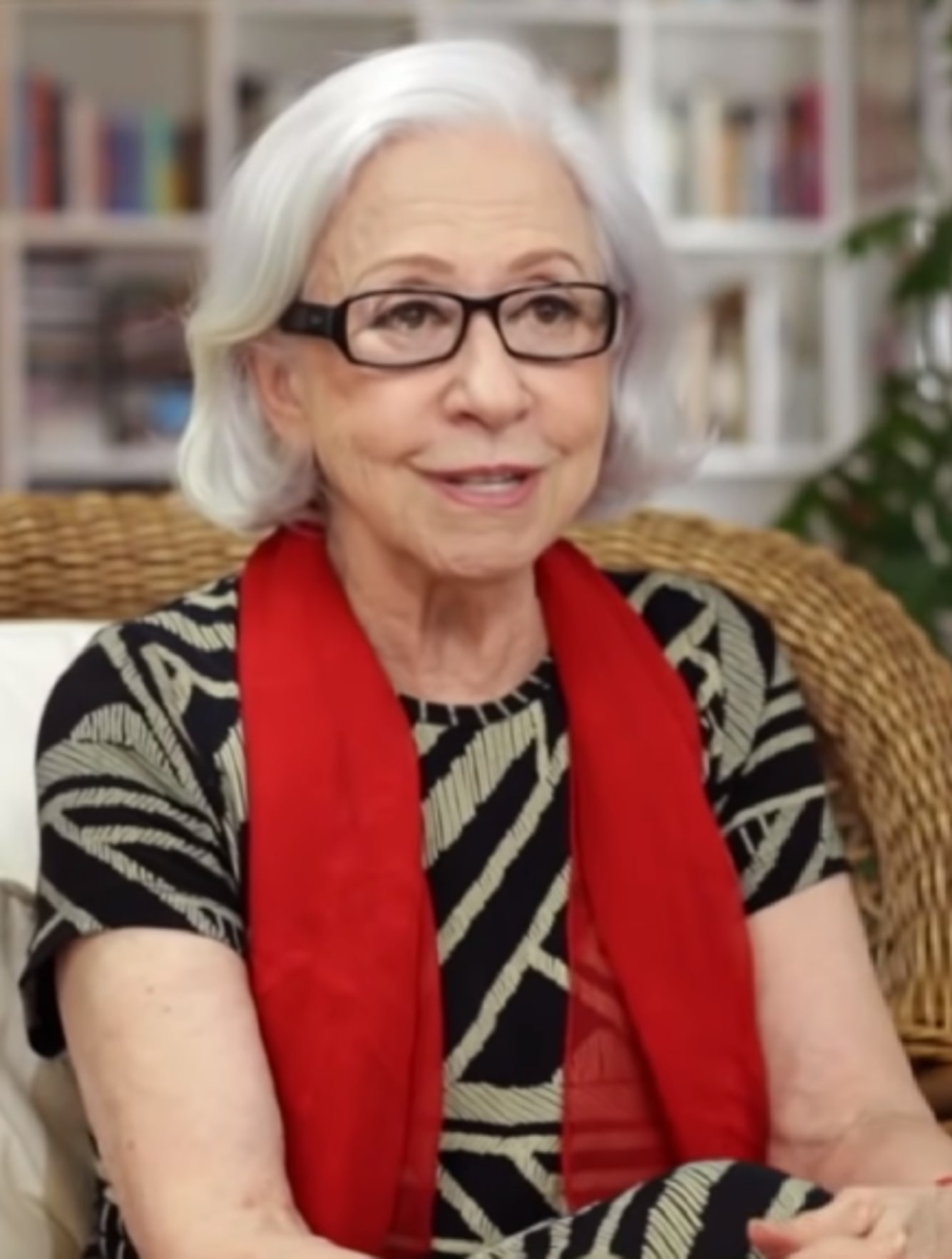
Fernanda Montenegro ganhou por Doce de Mãe (2014).

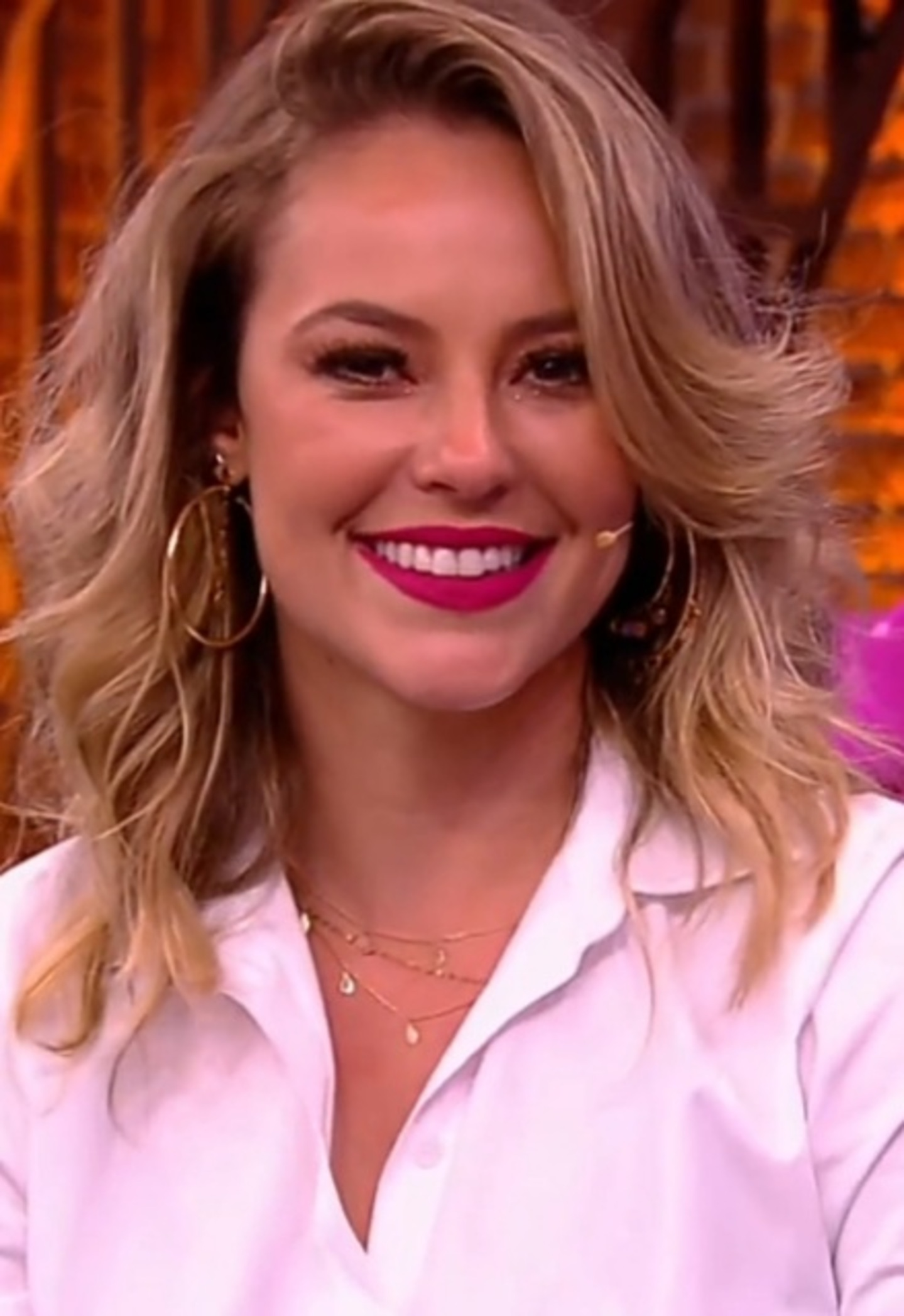
Paolla Oliveira ganhou por Felizes para Sempre? (2015).

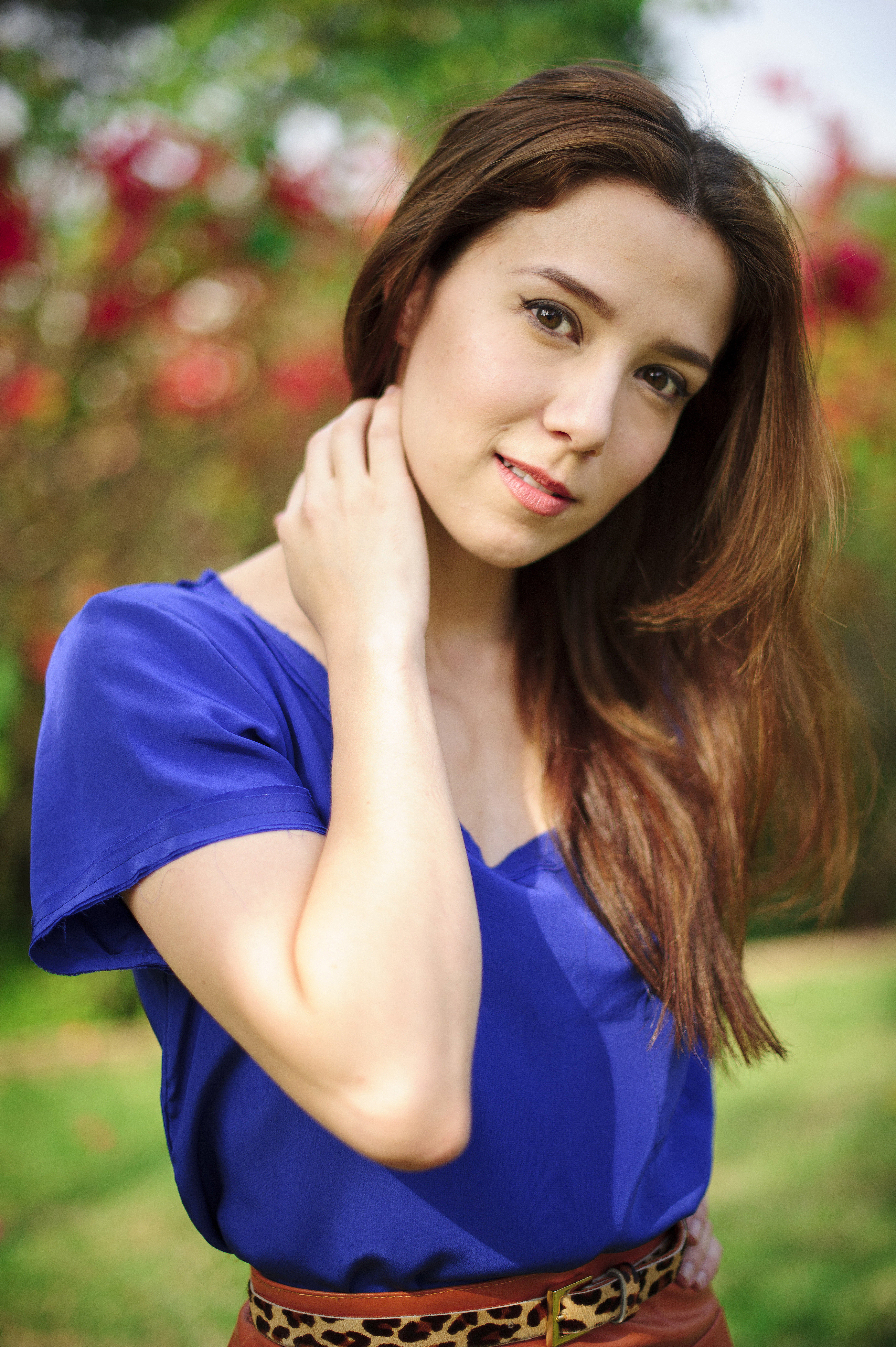
Marjorie Estiano ganhou três vezes por Sob Pressão (2017, 2019 e 2021), sendo a atriz mais premiada.

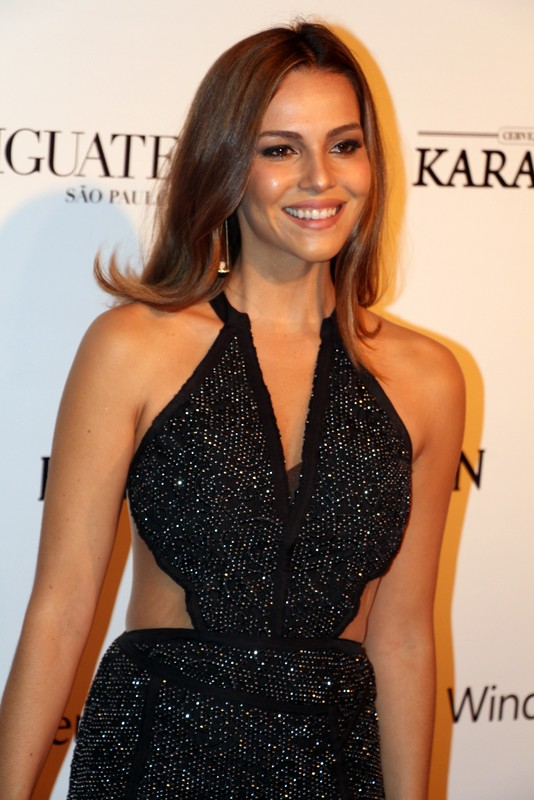
Tainá Müller ganhou em 2020 por Bom Dia, Verônica.

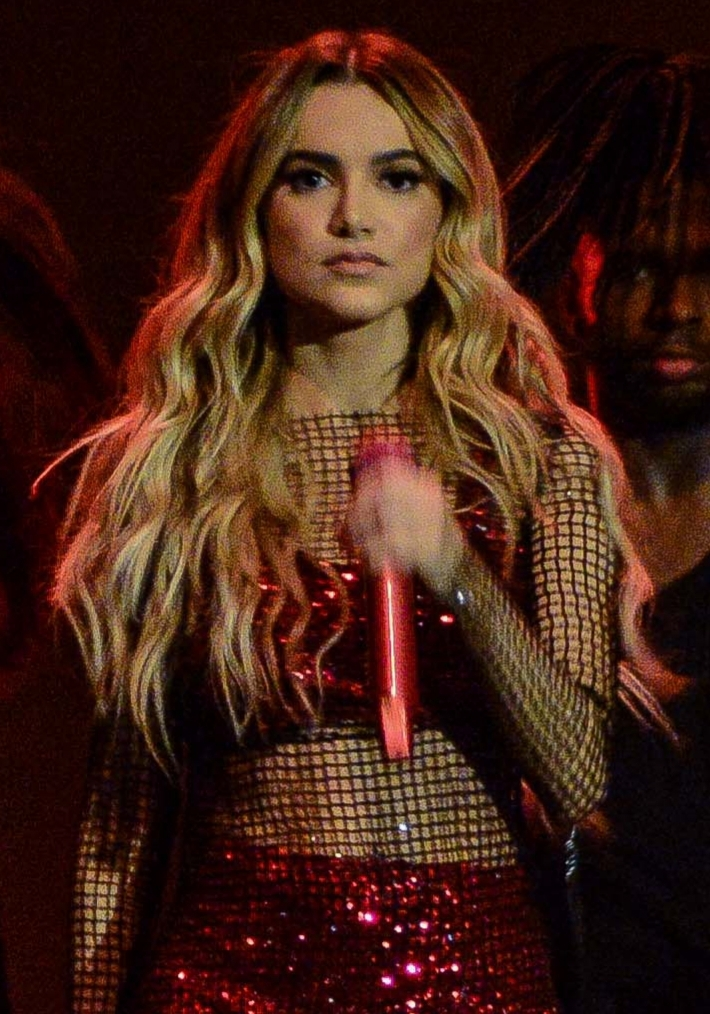
Manu Gavassi venceu por Maldivas em 2022.

### Década de 2010
| Ano  | Atriz                            | Programa                              | Personagem                         | Emissora                         | Ref.                             |
| ---- | -------------------------------- | ------------------------------------- | ---------------------------------- | -------------------------------- | -------------------------------- |
| 2011 | Adriana Esteves                  | Dalva e Herivelto: uma Canção de Amor | Dalva de Oliveira                  | TV Globo                         | [ 1 ]                            |
| 2011 | Paolla Oliveira                  | Afinal, o Que Querem as Mulheres?     | Lívia Monteiro                     | TV Globo                         | [ 1 ]                            |
| 2011 | Marieta Severo                   | A Grande Família (t. 10)              | Irene Souza Silva (Nenê)           | TV Globo                         | [ 1 ]                            |
| 2011 | Débora Bloch                     | Separação?!                           | Karin Vianna                       | TV Globo                         | [ 1 ]                            |
| 2011 | Marisa Orth                      | S.O.S. Emergência                     | Dra. Michele T. S.                 | TV Globo                         | [ 1 ]                            |
| 2011 | Gabriela Durlo                   | A História de Ester                   | Ester / Hadassa                    | RecordTV                         | [ 1 ]                            |
| 2012 | Fernanda Torres                  | Tapas & Beijos (t. 1)                 | Fátima de Souza                    | TV Globo                         | [ 2 ]                            |
| 2012 | Andréa Beltrão                   | Tapas & Beijos (t. 1)                 | Sueli Cardoso                      | TV Globo                         | [ 2 ]                            |
| 2012 | Débora Falabella                 | A Mulher Invisível                    | Clarisse                           | TV Globo                         | [ 2 ]                            |
| 2012 | Luana Piovani                    | A Mulher Invisível                    | Amanda                             | TV Globo                         | [ 2 ]                            |
| 2012 | Marieta Severo                   | A Grande Família (t. 11)              | Irene Souza Silva (Nenê)           | TV Globo                         | [ 2 ]                            |
| 2012 | Mel Lisboa                       | Sansão e Dalila                       | Dalila                             | RecordTV                         | [ 2 ]                            |
| 2013 | Andrea Beltrão                   | Tapas & Beijos (t. 2)                 | Sueli Cardoso                      | TV Globo                         | [ 3 ] [ 4 ]                      |
| 2013 | Alinne Moraes                    | Como Aproveitar o Fim do Mundo        | Kátia Dornellas                    | TV Globo                         | [ 3 ] [ 4 ]                      |
| 2013 | Cléo Pires                       | As Brasileiras                        | Ana Maria                          | TV Globo                         | [ 3 ] [ 4 ]                      |
| 2013 | Deborah Secco                    | Louco por Elas                        | Giovanna Bianchi Bracho            | TV Globo                         | [ 3 ] [ 4 ]                      |
| 2013 | Fernanda Torres                  | Tapas & Beijos (t. 2)                 | Fátima de Souza                    | TV Globo                         | [ 3 ] [ 4 ]                      |
| 2013 | Renata Dominguez                 | Rei Davi                              | Bate-Seba, Rainha de Israel e Judá | RecordTV                         | [ 3 ] [ 4 ]                      |
| 2014 | Dira Paes                        | Amores Roubados                       | Celeste Cavalcanti                 | TV Globo                         | [ 5 ]                            |
| 2014 | Fernanda Montenegro              | Doce de Mãe                           | Dona Picucha (Maria Izabel)        | TV Globo                         | [ 5 ]                            |
| 2014 | Bianca Rinaldi                   | José do Egito                         | Tany, Rainha do Baixo Egito        | RecordTV                         | [ 5 ]                            |
| 2014 | Cléo Pires                       | O Caçador                             | Kátia Guilhermino Câmara           | TV Globo                         | [ 5 ]                            |
| 2014 | Isis Valverde                    | Amores Roubados                       | Antônia Braga Favais               | TV Globo                         | [ 5 ]                            |
| 2014 | Isis Valverde                    | O Canto da Sereia                     | Sereia Maria de Oliveira           | TV Globo                         | [ 5 ]                            |
| 2015 | Paolla Oliveira                  | Felizes para Sempre?                  | Denise / Simone / Danny Bond       | TV Globo                         | [ 6 ] [ 7 ]                      |
| 2015 | Adriana Esteves                  | Felizes para Sempre?                  | Tânia Drummond                     | TV Globo                         | [ 6 ] [ 7 ]                      |
| 2015 | Cássia Kis Magro                 | Felizes para Sempre?                  | Olga                               | TV Globo                         | [ 6 ] [ 7 ]                      |
| 2015 | Cássia Linhares                  | Conselho Tutelar                      | Flávia Gusmão                      | RecordTV                         | [ 6 ] [ 7 ]                      |
| 2015 | Débora Falabella                 | Dupla Identidade                      | Rayane Gurgel (Ray)                | TV Globo                         | [ 6 ] [ 7 ]                      |
| 2015 | Maria Fernanda Cândido           | Felizes para Sempre?                  | Marília Vieira Drummond / Samanta  | TV Globo                         | [ 6 ] [ 7 ]                      |
| 2016 | Não houve premiação.             | Não houve premiação.                  | Não houve premiação.               | Não houve premiação.             |                                  |
| 2017 | Marjorie Estiano                 | Sob Pressão (t. 1)                    | Drª. Carolina Alencar              | TV Globo                         | [ 8 ]                            |
| 2017 | Sophie Charlotte                 | Os Dias Eram Assim                    | Alice Sampaio                      | TV Globo                         | [ 8 ]                            |
| 2017 | Julia Dalavia                    | Os Dias Eram Assim                    | Fernanda Sampaio (Nanda)           | TV Globo                         | [ 8 ]                            |
| 2017 | Susana Vieira                    | Os Dias Eram Assim                    | Cora Dumonte                       | TV Globo                         | [ 8 ]                            |
| 2017 | Taís Araújo                      | Mister Brau (t. 3)                    | Michele Pederneiras / Michele Brau | TV Globo                         | [ 8 ]                            |
| 2017 | Eliane Giardini                  | Dois Irmãos                           | Zana Rahal                         | TV Globo                         | [ 8 ]                            |
| 2018 | A categoria não foi apresentada. | A categoria não foi apresentada.      | A categoria não foi apresentada.   | A categoria não foi apresentada. | A categoria não foi apresentada. |
| 2019 | Marjorie Estiano                 | Sob Pressão (t. 3)                    | Drª. Carolina Alencar              | TV Globo                         | [ 9 ] [ 10 ]                     |
| 2019 | Débora Bloch                     | Segunda Chamada (t. 1)                | Profª. Lúcia Marques Rocha         | TV Globo                         | [ 9 ] [ 10 ]                     |
| 2019 | Fernanda Torres                  | Filhos da Pátria                      | Maria Teresa Campos Bulhosa        | Globoplay                        | [ 9 ] [ 10 ]                     |
| 2019 | Letícia Colin                    | Cine Holliúdy (t. 1)                  | Maria Marylin da Silva (Marylin)   | TV Globo                         | [ 9 ] [ 10 ]                     |
| 2019 | Tatá Werneck                     | Shippados                             | Rita Tenório Lima                  | Globoplay                        | [ 9 ] [ 10 ]                     |

### Década de 2020
| Ano  | Atriz               | Programa                   | Personagem                            | Emissora  | Ref.          |
| ---- | ------------------- | -------------------------- | ------------------------------------- | --------- | ------------- |
| 2020 | Tainá Müller        | Bom Dia, Verônica (t. 1)   | Verônica "Verô" Torres                | Netflix   | [ 11 ] [ 12 ] |
| 2020 | Fabíula Nascimento  | Amor e Sorte               | Clara                                 | TV Globo  | [ 11 ] [ 12 ] |
| 2020 | Fernanda Montenegro | Amor e Sorte               | Gilda                                 | TV Globo  | [ 11 ] [ 12 ] |
| 2020 | Marjorie Estiano    | Sob Pressão: Plantão Covid | Drª. Carolina Alencar                 | TV Globo  | [ 11 ] [ 12 ] |
| 2020 | Taís Araújo         | Amor e Sorte               | Tabata                                | TV Globo  | [ 11 ] [ 12 ] |
| 2021 | Marjorie Estiano    | Sob Pressão (t. 4)         | Drª. Carolina Alencar                 | TV Globo  | [ 13 ] [ 14 ] |
| 2021 | Cássia Kis          | Desalma (t. 1)             | Haia Lachovicz                        | Globoplay | [ 13 ] [ 14 ] |
| 2021 | Giovanna Antonelli  | Filhas de Eva              | Lívia Fantini Caldas                  | Globoplay | [ 13 ] [ 14 ] |
| 2021 | Letícia Colin       | Onde Está Meu Coração      | Drª Amanda Vergueiro Meireles         | Globoplay | [ 13 ] [ 14 ] |
| 2021 | Liniker             | Manhãs de Setembro         | Cassandra                             | Amazon    | [ 13 ] [ 14 ] |
| 2022 | Manu Gavassi        | Maldivas                   | Milene Sampaio                        | Netflix   | [ 15 ] [ 16 ] |
| 2022 | Alice Wegmann       | Rensga Hits!               | Raíssa Bárbara Medeiros               | Globoplay | [ 15 ] [ 16 ] |
| 2022 | Bruna Marquezine    | Maldivas                   | Liz Lobato                            | Netflix   | [ 15 ] [ 16 ] |
| 2022 | Marjorie Estiano    | Sob Pressão                | Dra. Carolina Alencar                 | Globoplay | [ 15 ] [ 16 ] |
| 2022 | Tainá Müller        | Bom Dia, Verônica          | Verônica Torres / Janete Cruz / Marta | Netflix   | [ 15 ] [ 16 ] |

## Performances com múltiplas vitórias
3 vitórias
- Marjorie Estiano (duas consecutivas)

## Performances com múltiplas indicações
| 5 indicações - Marjorie Estiano 3 indicações - Fernanda Torres | 2 indicações - Andréa Beltrão - Cleo - Débora Falabella - Débora Bloch - Fernanda Montenegro - Isis Valverde - Letícia Colin - Marieta Severo - Paolla Oliveira - Taís Araújo - Tainá Müller |

## Programas com múltiplas vitórias
| 3 vitórias - Sob Pressão (duas consecutivas) | 2 vitórias - Tapas & Beijos (consecutivas) |

## Programas com múltiplas indicações
| 5 indicações - Sob Pressão 4 indicações - Felizes para Sempre? - Tapas & Beijos 3 indicações - Amor e Sorte - Os Dias Eram Assim | 2 indicações - A Grande Família - A Mulher Invisível - Amores Roubados - Bom Dia, Verônica - Maldivas |